# Hornsgatan
Hornsgatan est une voie publique de l'île de Södermalm, dans la ville de Stockholm, en Suède.

## Description
Hornsgatan est l'une des artères principales de l'île de Södermalm. Longue de 2300 mètres, elle traverse d'Est en Ouest l'intégralité de l'île, et débute au niveau de la place Södermalmstorg et de la rue Götgatan à l'Est pour se terminer au niveau de Hornstulls strand à l'Ouest.
La rue est desservie par plusieurs stations du métro de Stockholm. Elle est notamment desservie par les stations Hornstull, Zinkensdamm et Mariatorget des lignes T13 et T14 du métro de Stockholm.

## Sites remarquables
Plusieurs bâtiments remarquables se trouvent dans cette rue :
- au no8 : Hornsgatan 8 (sv), un bâtiment de l'architecte Ernst Stenhammar (sv) datant du début du XXe siècle,
- au no21-27 : l'Église Marie-Madeleine de Stockholm, plus ancienne église de l'île de Södermalm,
- au no71 : le Folkoperan (sv), un opéra,
- au no132 : Hornsgatan 132 (sv), bâtiment de l'architecte suédois Lennart Tham (sv),
- au no158 : Hornsgatan 158 (sv), bâtiment de l'architecte suédois Olof Jonsson (sv)

## Galerie

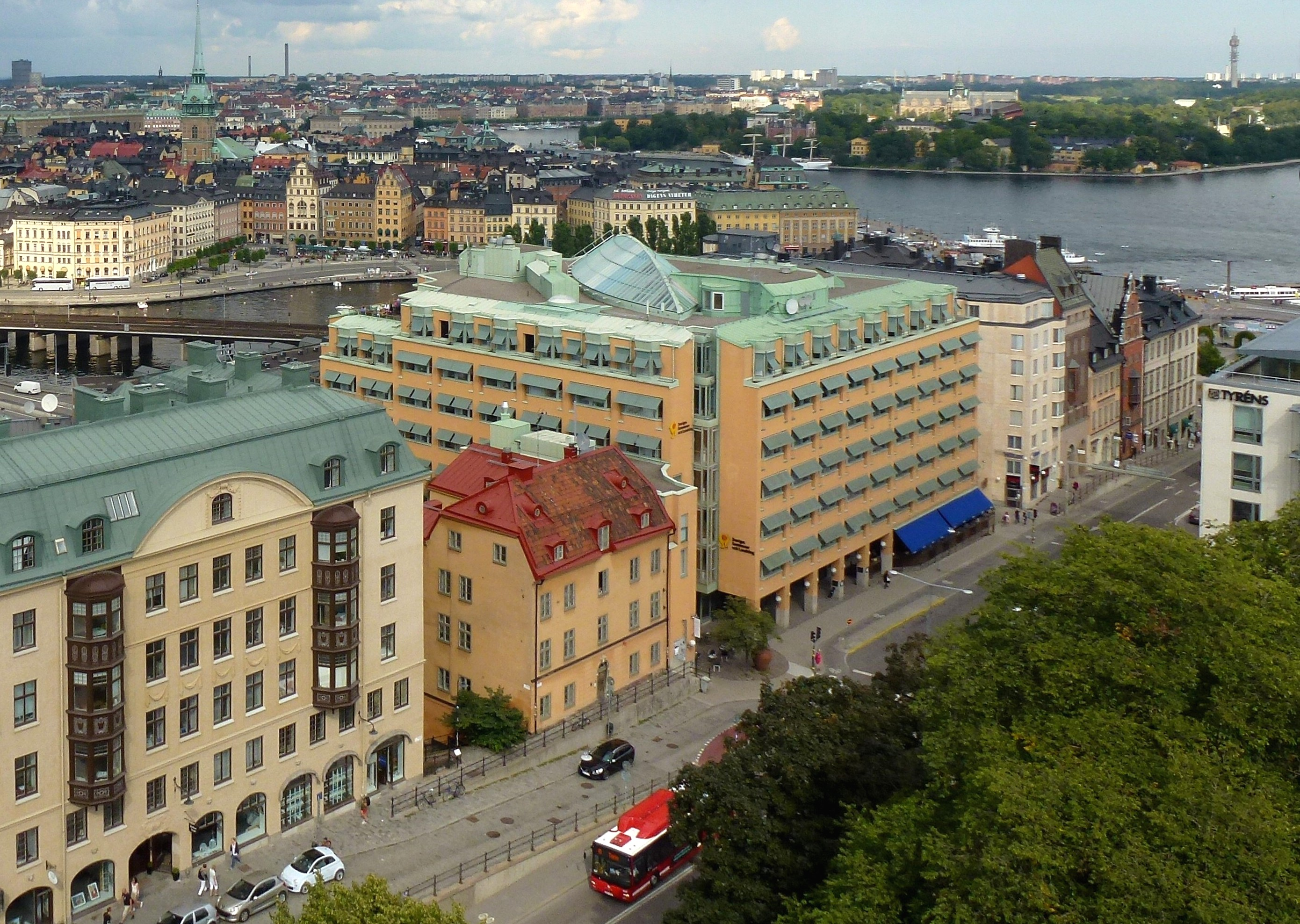
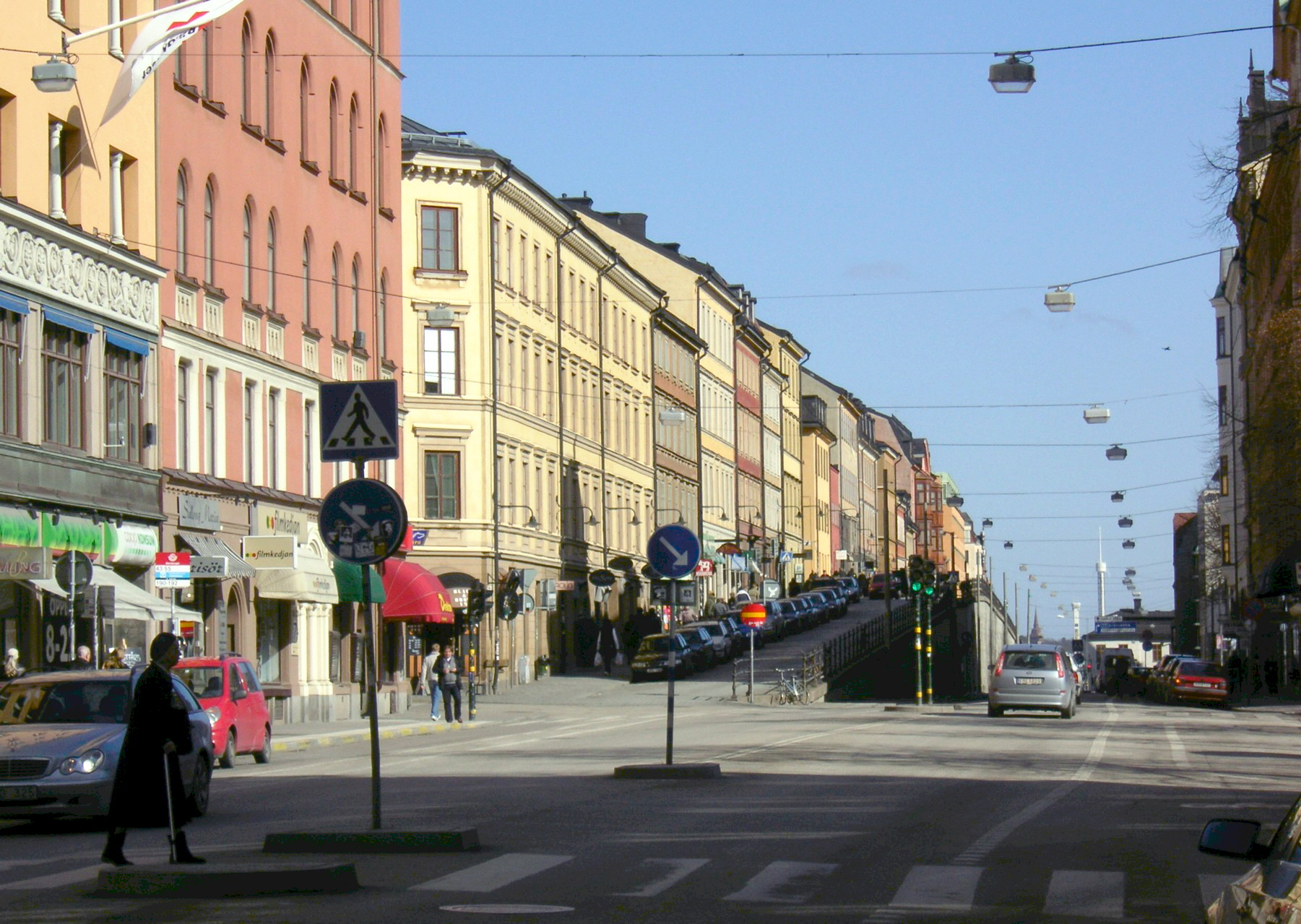
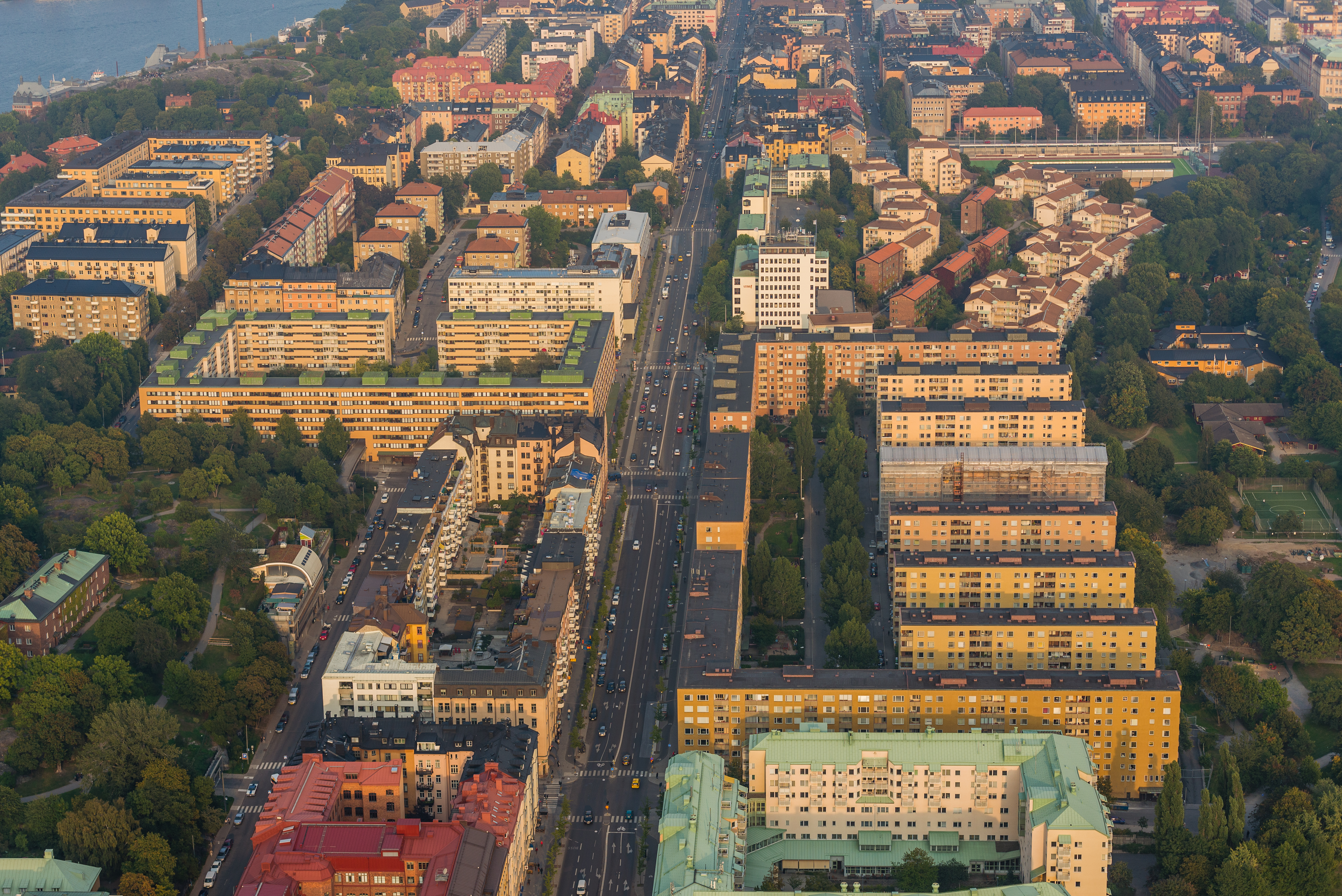

## Bâtiments de la rue
| Image | Nom                          | Numéro  | Type                |
| ----- | ---------------------------- | ------- | ------------------- |
|       | Stockholms enskilda bank     | 1–3     | Banque, Bureaux     |
|       | Hans Marschalcks hus         | 2–4     | Résidence           |
|       | Sparbankernas bank           | 5       | Banque, Bureaux     |
|       | Hornsgatan 6                 | 6       | Résidence           |
|       | Saturnus 18                  | 15–17   | Bureaux             |
|       | Hornsgatan 20                | 18–20   | Bureaux             |
|       | Johan Eberhard Carlbergs hus | 24      | Résidence           |
|       | Stenbocken 7                 | 26      | Résidence           |
|       | Église Marie-Madeleine       | 21–27   | Église              |
|       | Apoteket Enhörningen         | 29 A    | Pharmacie           |
|       | Mariatorget                  | 31      | Place, parc         |
|       | Ormen mindre 9               | 50 A–C  | Résidence, Bureaux. |
|       | Ormen större 20              | 54      | Résidence, Bureaux. |
|       | Folkoperan                   | 72      | Opéra, Résidence    |
|       | Stockholms Bysättningshäkte  | 82      | Prison              |
|       | Zinkendammsskolan            | 93      | École               |
|       | Teleskolan                   | 103     | École               |
|       | Drakenbergsområdet           | 107–123 | Résidence           |
|       | Byggnads AB Manhem           | 108–116 | Résidence           |
|       | Ansgarieberget Tapeten 9     | 118–120 | Berg                |
|       | Hornsgatan 132               | 132     | Résidence           |
|       | Kvarteret Plankan            | 134-140 | Résidence           |
|       | Biograf Flamman              | 145     | Cinéma              |
|       | Hornsgatan 158               | 158     | Résidence           |
| [ 1 ] |                              |         |                     |